# Dagobah
Dagobah är en fiktiv planet och ett planetsystem som förekommer i Star Wars-filmerna. På den här planeten bor jediriddaren Yoda i sin självvalda exil. Hit kommer Luke Skywalker för att fullfölja sin jediträning i filmen Rymdimperiet slår tillbaka. 
Det är en träskplanet med många mörka grottor, skogar och vattenmonster. På Dagobah finns också "Cave of despair", en grotta som i filmerna används för att fullfölja Lukes jediträning.

### Fotnoter
1. ↑  Elias Björkman (17 november 2015). ”Har Luke gått över till den mörka sidan?”. Dagens nyheter. http://www.svd.se/sex-teorier-var-ar-luke-skywalker. Läst 30 november 2015.